# ويليام جاي هيكس
ويليام جاي هيكس (1827  م) (بالإنجليزية: William J. Hicks)‏ هو مهندس معماري أمريكي.